# Сексуальная тварь
«Сексуальная тварь» (англ. Sexy Beast) — британо-испанский криминальный фильм 2000 года, снятый режиссёром Джонатаном Глейзером по сценарию Луиса Меллиса и Дэвида Шинто. Премьерный показ состоялся 13 сентября 2000 года в рамках кинофестиваля в Торонто. Фильм отмечен Премией британского независимого кино за режиссуру и сценарий.

## Сюжет
Бывший вор, эксперт по взлому сейфов, Гэри Дав отошёл от дел и спокойно живёт на вилле в глухой испанской провинции с любимой женой Диди. Свободное время они проводят в компании старого друга и его жены. Их идиллию нарушает появление бывшего сообщника — Дона Логана, который намерен привлечь Дава к ограблению крупного банка в Лондоне, организатором которого в свою очередь выступает криминальный босс Тедди Басс. Дав пытается вежливо отказаться, но Логан продолжает настаивать.
Логан практически начинает травлю Гэри Дава, чтобы вынудить его к сотрудничеству. Конфликт неуклонно накаляется и в конце концов Логан избивает Дава и даже ударяет его бутылкой по голове. Видя это, жена Дава не выдерживает и стреляет в Логана из ружья. Раненного Логана добивают, а тело его прячут под дном бассейна виллы. Чтобы не вызвать подозрение криминального босса Тедди Басса, Дав вынужден вылететь в Лондон и встретиться с ним. Тот предлагает ему принять участие в ограблении банка, главой которого является знакомый Басса по имени Гарри. План ограбления таков: через бассейн сауны, расположенной рядом с банком, злоумышленники хотят продолбить дыру в подвал банка, где хранятся драгоценности. Дав, надев акваланг, начинает подводное бурение и таким образом создаёт отверстие в стене. Вода через отверстие вливается в подвал банка и производит электрическое замыкание, которое отключает сигнализацию.
Ограбление заканчивается успешно, но Тедди Басс хочет узнать у Дава, что случилось с Логаном. Дав говорит, что Логан уехал из виллы на такси и позже позвонил ему из лондонского аэропорта. Криминальный босс не верит Даву, но во время разговора с ним в машине Тедди Басс признаётся Даву, что ему, в общем-то, безразлично, жив Логан или мёртв. По дороге, машина останавливается у дома директора банка. Войдя в его дом, Тедди Басс убивает Гарри и после этого отпускает Дава. Дав возвращается в свою испанскую виллу и возобновляет свою роскошную жизнь, прерванную случившимися событиями. Жена Дава теперь носит рубиновые серьги, которые Дав утаил от криминального босса во время совершения ограбления.

## В ролях
- Рэй Уинстон — Гэри «Гэл» Дав
- Бен Кингсли — Дон Логан
- Иэн Макшейн — Тедди Басс
- Аманда Редман — Диди Дав
- Джулианна, Уайт — Джеки
- Каван Кендалл — Гарри
- Джеймс, Фокс — Эйч
- Альваро Монхе — Энрике

## Награды и номинации
- 2002 — номинация на премию «Оскар» за лучшую мужскую роль второго плана (Бен Кингсли)
- 2002 — номинация на премию «Золотой глобус» за лучшую мужскую роль второго плана (Бен Кингсли)
- 2002 — номинация на премию BAFTA за лучший британский фильм (Джереми Томас, Джонатан Глейзер)
- 2002 — премия «Спутник» за лучшую мужскую роль второго плана — драма (Бен Кингсли), а также 3 номинации: лучший фильм — драма, лучший режиссёр (Джонатан Глейзер), лучший оригинальный сценарий (Луис Меллис, Дэвид Синто)
- 2002 — премия «Выбор критиков» за лучшую мужскую роль второго плана (Бен Кингсли)
- 2002 — номинация на премию «Независимый дух» за лучший иностранный фильм (Джонатан Глейзер)
- 2002 — номинация на премию Гильдии киноактёров США за лучшую мужскую роль второго плана (Бен Кингсли)
- 2001 — Особое упоминание Национального совета кинокритиков США